# Подборные
 Подборные — деревня в Кировской области. Входит в состав муниципального образования «Город Киров»

## География
Расположена на расстоянии примерно 12 км по прямой на запад-юго-запад от поселка Лянгасово.

## История
Известна с 1802 года как деревня Федора Поколева с 12 дворами. В 1905 году здесь (деревня Подборные или Федора Поколева) отмечено дворов 10 и жителей 88, в 1926 18 и 95, в 1950 23 и 106, в 1989 22 постоянных жителя. Настоящее название утвердилось с 1939 года. Административно подчиняется Октябрьскому району города Киров.

## Население
Постоянное население составляло 13 человек (русские 100%) в 2002 году, 11 в 2010.